# Lijst van afleveringen van Green Acres
Dit is een lijst met afleveringen van Green Acres, een Amerikaanse televisieserie. De serie omvat 6 seizoenen. Een overzicht van alle afleveringen is hieronder te vinden.

## Seizoen 1
| #  | Episode                                          | Uitzenddatum VS   |
| -- | ------------------------------------------------ | ----------------- |
| 1  | "Oliver Buys A Farm"                             | 15 september 1965 |
| 2  | "Lisa's First Day On the Farm"                   | 22 september 1965 |
| 3  | "The Decorator"                                  | 29 september 1965 |
| 4  | "The Best Laid Plans"                            | 6 oktober 1965    |
| 5  | "My Husband, the Rooster Renter"                 | 13 oktober 1965   |
| 6  | "Furniture, Furniture, Who's Got the Furniture?" | 20 oktober 1965   |
| 7  | "Neighborliness"                                 | 27 oktober 1965   |
| 8  | "Lisa, the Helpmate"                             | 3 november 1965   |
| 9  | "You Can't Plug In a 2 With a 6"                 | 10 november 1965  |
| 10 | "Don't Call Us, We'll Call You"                  | 17 november 1965  |
| 11 | "Parity Begins at Home"                          | 24 november 1965  |
| 12 | "Lisa Has a Calf"                                | 8 december 1965   |
| 13 | "The Wedding Anniversary"                        | 15 december 1965  |
| 14 | "What Happened in Scranton?"                     | 22 december 1965  |
| 15 | "How to Enlarge a Bedroom"                       | 29 december 1965  |
| 16 | "Give Me Land, Lots Of Land"                     | 5 januari 1966    |
| 17 | "I Didn't Raise My Husband to Be a Fireman"      | 19 januari 1966   |
| 18 | "Lisa Bakes a Cake"                              | 26 januari 1966   |
| 19 | "Sprained Ankle, Country Style"                  | 2 februari 1966   |
| 20 | "The Price of Apples"                            | 9 februari 1966   |
| 21 | "What's In a Name?"                              | 16 februari 1966  |
| 22 | "The Day of Decision"                            | 23 februari 1966  |
| 23 | "A Pig In a Poke"                                | 9 maart 1966      |
| 24 | "The Deputy"                                     | 16 maart 1966     |
| 25 | "Double Drick"                                   | 23 maart 1966     |
| 26 | "The Ballad of Molly Turgis"                     | 6 april 1966      |
| 27 | "Never Look a Gift Tractor in the Mouth"         | 27 april 1966     |
| 28 | "Send a Boy to College"                          | 4 mei 1966        |
| 29 | "Horse? What Horse?"                             | 11 mei 1966       |
| 30 | "The Rains Came"                                 | 18 mei 1966       |
| 31 | "Culture"                                        | 25 mei 1966       |
| 32 | "Uncle Ollie"                                    | 1 juni 1966       |

## Seizoen 2
| #  | Episode                                           | Uitzenddatum VS   |
| -- | ------------------------------------------------- | ----------------- |
| 1  | "Wings Over Hooterville"                          | 14 september 1966 |
| 2  | "Water, Water Everywhere"                         | 21 september 1966 |
| 3  | "I Didn't Raise My Pig to Be a Soldier"           | 28 september 1966 |
| 4  | "How to See South America By Bus"                 | 5 oktober 1966    |
| 5  | "The Ugly Duckling"                               | 19 oktober 1966   |
| 6  | "One of Our Assemblymen is Missing"               | 26 oktober 1966   |
| 7  | "The Good Old Days"                               | 2 november 1966   |
| 8  | "Eb Discovers the Birds and the Bees"             | 9 november 1966   |
| 9  | "The Hooterville Image"                           | 16 november 1966  |
| 10 | "You Ought to Be in Pictures"                     | 23 november 1966  |
| 11 | "A Home Isn't Built in a Day"                     | 30 november 1966  |
| 12 | "A Square is Not Round"                           | 14 december 1966  |
| 13 | "An Old Fashioned Christmas"                      | 21 december 1966  |
| 14 | "Never Trust a Little Old Lady"                   | 28 december 1966  |
| 15 | "School Days"                                     | 4 januari 1967    |
| 16 | "His Honor"                                       | 11 januari 1967   |
| 17 | "It's So Peaceful in the Country"                 | 18 januari 1967   |
| 18 | "Exodus to Bleedwell"                             | 25 januari 1967   |
| 19 | "It's Human to Be Humane"                         | 1 februari 1967   |
| 20 | "Never Take Your Wife to a Convention"            | 8 februari 1967   |
| 21 | "The Computer Age"                                | 15 februari 1967  |
| 22 | "Never Start Talking Unless Your Voice Comes Out" | 22 februari 1967  |
| 23 | "The Beverly Hillbillies"                         | 1 maart 1967      |
| 24 | "Lisa's Vegetable Garden"                         | 8 maart 1967      |
| 25 | "The Saucer Season"                               | 15 maart 1967     |
| 26 | "Getting Even With Haney"                         | 22 maart 1967     |
| 27 | "Kimball Gets Fired"                              | 29 maart 1967     |
| 28 | "The Vulgar Ring Story"                           | 12 april 1967     |
| 29 | "Who's Lisa?"                                     | 19 april 1967     |
| 30 | "Music to Milk By"                                | 26 april 1967     |

## Seizoen 3
| #  | Episode                                              | Uitzenddatum VS   |
| -- | ---------------------------------------------------- | ----------------- |
| 1  | "The Man For the Job"                                | 6 september 1967  |
| 2  | "Lisa's Jam Session"                                 | 13 september 1967 |
| 3  | "Love Comes to Arnold Ziffel"                        | 20 september 1967 |
| 4  | "Oliver vs. the Phone Company"                       | 27 september 1967 |
| 5  | "Oliver Takes Over the Phone Company"                | 4 oktober 1967    |
| 6  | "A Kind Word For the President"                      | 11 oktober 1967   |
| 7  | "Don't Count Your Tomatoes Before They're Picked"    | 18 oktober 1967   |
| 8  | "Eb Elopes"                                          | 25 oktober 1967   |
| 9  | "The Thing"                                          | 1 november 1967   |
| 10 | "Das Lumpen"                                         | 8 november 1967   |
| 11 | "Won't You Come Home, Arnold Ziffel?"                | 15 november 1967  |
| 12 | "Jealousy, English Style"                            | 22 november 1967  |
| 13 | "Haney's New Image"                                  | 29 november 1967  |
| 14 | "Alf and Ralph Break Up"                             | 13 december 1967  |
| 15 | "No Trespassing"                                     | 20 december 1967  |
| 16 | "Eb Returns"                                         | 27 december 1967  |
| 17 | "Not Guilty"                                         | 3 januari 1968    |
| 18 | "Home is Where You Run Away From"                    | 10 januari 1968   |
| 19 | "How to Succeed in Television Without Really Trying" | 24 januari 1968   |
| 20 | "Arnold Ziffel, Boy Hero"                            | 31 januari 1968   |
| 21 | "Flight to Nowhere"                                  | 7 februari 1968   |
| 22 | "My Mother the Countess"                             | 14 februari 1968  |
| 23 | "The Spring Festival"                                | 21 februari 1968  |
| 24 | "Our Son, the Barber"                                | 28 februari 1968  |
| 25 | "Oliver's Jaded Past"                                | 6 maart 1968      |
| 26 | "The Hungarian Curse"                                | 13 maart 1968     |
| 27 | "The Rutabaga Story"                                 | 20 maart 1968     |
| 28 | "Instant Family"                                     | 27 maart 1968     |
| 29 | "A Star Named Arnold is Born (1)"                    | 3 april 1968      |
| 30 | "A Star Named Arnold is Born (2)"                    | 10 april 1968     |

## Seizoen 4
| #  | Episode                                                | Uitzenddatum VS   |
| -- | ------------------------------------------------------ | ----------------- |
| 1  | "Guess Who's Not Going to the Luau?"                   | 25 september 1968 |
| 2  | "The Rummage Sale"                                     | 2 oktober 1968    |
| 3  | "Hail to the Fire Chief"                               | 16 oktober 1968   |
| 4  | "Eb's Romance"                                         | 23 oktober 1968   |
| 5  | "The Candidate"                                        | 30 oktober 1968   |
| 6  | "Handy Lessons"                                        | 6 november 1968   |
| 7  | "A Husband For Eleanor"                                | 13 november 1968  |
| 8  | "Old Mail Day"                                         | 20 november 1968  |
| 9  | "The Agricultural Student"                             | 27 november 1968  |
| 10 | "How Hooterville was Floundered"                       | 11 december 1968  |
| 11 | "The Blue Feather"                                     | 18 december 1968  |
| 12 | "How to Get From Hooterville to Pixley Without Moving" | 25 december 1968  |
| 13 | "The Birthday Gift"                                    | 1 januari 1969    |
| 14 | "Everywhere a Chick Chick"                             | 8 januari 1969    |
| 15 | "The Marital Vacation"                                 | 15 januari 1969   |
| 16 | "A Prize in Every Package"                             | 22 januari 1969   |
| 17 | "Law Partners"                                         | 29 januari 1969   |
| 18 | "A Day in the Life of Oliver Wendell Holmes"           | 5 februari 1969   |
| 19 | "Economy Flight to Washington"                         | 12 februari 1969  |
| 20 | "Retreat From Washington"                              | 19 februari 1969  |
| 21 | "A Hunting We Won't Go"                                | 26 februari 1969  |
| 22 | "Oh, Promise Me"                                       | 5 maart 1969      |
| 23 | "Eb Uses His Ingenuity"                                | 12 maart 1969     |
| 24 | "The Old Trunk"                                        | 19 maart 1969     |
| 25 | "The Milk Maker"                                       | 26 maart 1969     |
| 26 | "The Reincarnation of Eb"                              | 2 april 1969      |

## Seizoen 5
| #  | Episode                                    | Uitzenddatum VS   |
| -- | ------------------------------------------ | ----------------- |
| 1  | "Lisa's Mudder Comes for a Visit"          | 27 september 1969 |
| 2  | "Everybody Tries to Love a Countess"       | 4 oktober 1969    |
| 3  | "Where There's a Will"                     | 11 oktober 1969   |
| 4  | "A Tale of a Tail"                         | 18 oktober 1969   |
| 5  | "You and Your Big Shrunken Head"           | 25 oktober 1969   |
| 6  | "The Road"                                 | 1 november 1969   |
| 7  | "Four of Spades"                           | 8 november 1969   |
| 8  | "The Youth Center"                         | 15 november 1969  |
| 9  | "The Special Delivery Letter"              | 22 november 1969  |
| 10 | "Oliver's Schoolgirl Crush"                | 29 november 1969  |
| 11 | "Ralph's Nuptials"                         | 13 december 1969  |
| 12 | "Oliver and the Cornstalk"                 | 20 december 1969  |
| 13 | "Beauty is Skin Deep"                      | 27 december 1969  |
| 14 | "The Wish-Book"                            | 3 januari 1970    |
| 15 | "Rest and Relaxation"                      | 10 januari 1970   |
| 16 | "Trapped"                                  | 17 januari 1970   |
| 17 | "Bundle of Joy"                            | 24 januari 1970   |
| 18 | "The Ex-Con"                               | 31 januari 1970   |
| 19 | "The Cow Killer"                           | 7 februari 1970   |
| 20 | "The Confrontation"                        | 14 februari 1970  |
| 21 | "The Case of the Hooterville Refund Fraud" | 28 februari 1970  |
| 22 | "The Picnic"                               | 7 maart 1970      |
| 23 | "The Beeping Rock"                         | 21 maart 1970     |
| 24 | "Uncle Fedor"                              | 28 maart 1970     |
| 25 | "The Wealthy Landowner"                    | 11 april 1970     |
| 26 | "Happy Birthday"                           | 11 april 1970     |

## Seizoen 6
| #  | Episode                        | Uitzenddatum VS   |
| -- | ------------------------------ | ----------------- |
| 1  | "The City Kids"                | 15 september 1970 |
| 2  | "The Coming-Out Party"         | 22 september 1970 |
| 3  | "Jealousy"                     | 29 september 1970 |
| 4  | "A Royal Love Story"           | 6 oktober 1970    |
| 5  | "Oliver Goes Broke"            | 20 oktober 1970   |
| 6  | "The Great Mayoralty Campaign" | 27 oktober 1970   |
| 7  | "Eb's Double Trouble"          | 10 november 1970  |
| 8  | "Apple-Picking Time"           | 17 november 1970  |
| 9  | "Enterprising Eb"              | 24 november 1970  |
| 10 | "Oliver's Double"              | 1 december 1970   |
| 11 | "The High Cost of Loving"      | 8 december 1970   |
| 12 | "The Liberation Movement"      | 15 december 1970  |
| 13 | "Charlie, Homer and Natasha"   | 22 december 1970  |
| 14 | "The Engagement Ring"          | 29 december 1970  |
| 15 | "The Free Paint Job"           | 5 januari 1971    |
| 16 | "Son of Drobny"                | 12 januari 1971   |
| 17 | "The Wedding Deal"             | 19 januari 1971   |
| 18 | "Star Witness"                 | 26 januari 1971   |
| 19 | "The Spot Remover"             | 2 februari 1971   |
| 20 | "King Oliver I"                | 9 februari 1971   |
| 21 | "A Girl for Drobny"            | 16 februari 1971  |
| 22 | "The Carpenter's Ball"         | 23 februari 1971  |
| 23 | "The Hole in the Porch"        | 2 maart 1971      |
| 24 | "Lisa the Psychologist"        | 9 maart 1971      |
| 25 | "Hawaiian Honeymoon"           | 16 maart 1971     |
| 26 | "The Ex-Secretary"             | 27 april 1971     |